# Gornja Konjuša
Gornja Konjuša (em cirílico: Горња Конјуша) é uma vila da Sérvia localizada no município de Prokuplje, pertencente ao distrito de Toplica, na região de Toplica. A sua população era de 39 habitantes segundo o censo de 2011.

## Demografia
| 1948 | 1953 | 1961 | 1971 | 1981 | 1991 | 2002 | 2011 |
| ---- | ---- | ---- | ---- | ---- | ---- | ---- | ---- |
| 362  | 368  | 272  | 198  | 134  | 99   | 66   | 39   |